# إدي فرنسيس (مغني)
إدي فرنسيس (بالإنجليزية: Eddie Holman)‏ هو مغني أمريكي، ولد في 3 يونيو 1946 في نورفولك في الولايات المتحدة.

## وصلات خارجية
- الموقع الرسمي
- إدي فرنسيس على موقع IMDb (الإنجليزية)
- إدي فرنسيس على موقع ميوزك برينز (الإنجليزية)
- إدي فرنسيس على موقع أول ميوزيك (الإنجليزية)
- إدي فرنسيس على موقع ديسكوغز (الإنجليزية)